# Apacris rubrithorax
Apacris rubrithorax är en insektsart som beskrevs av Ronderos 1976. Apacris rubrithorax ingår i släktet Apacris och familjen gräshoppor. Inga underarter finns listade i Catalogue of Life.